# Android XR
Android XR 是Google和长期友好合作的韩国三星集團共同设计开发的作業系統，基於Android專為延展實境（XR）設備所設計，整合Gemini人工智慧（AI），應用涵蓋擴增實境（AR）、虛擬實境（VR）與混合實境（MR）等頭戴裝置和智慧眼鏡。
大多數Android應用程式都與Android XR相容，無需任何額外的開發工作，透過使用Android API和框架，選擇是否要使用 Android Jetpack XR、Unity、OpenXR或WebXR進行開發。

## 外部連結
- Android XR Developer （页面存档备份，存于）